# Chiesa della Madonna delle Grazie (Solarussa)
La chiesa della Madonna delle Grazie è un edificio religioso situato a Solarussa, centro abitato della Sardegna centrale. Consacrata al culto cattolico, fa parte della parrocchia di San Pietro, arcidiocesi di Oristano.

L'edificio risale al 1863.